# Joel Surnow

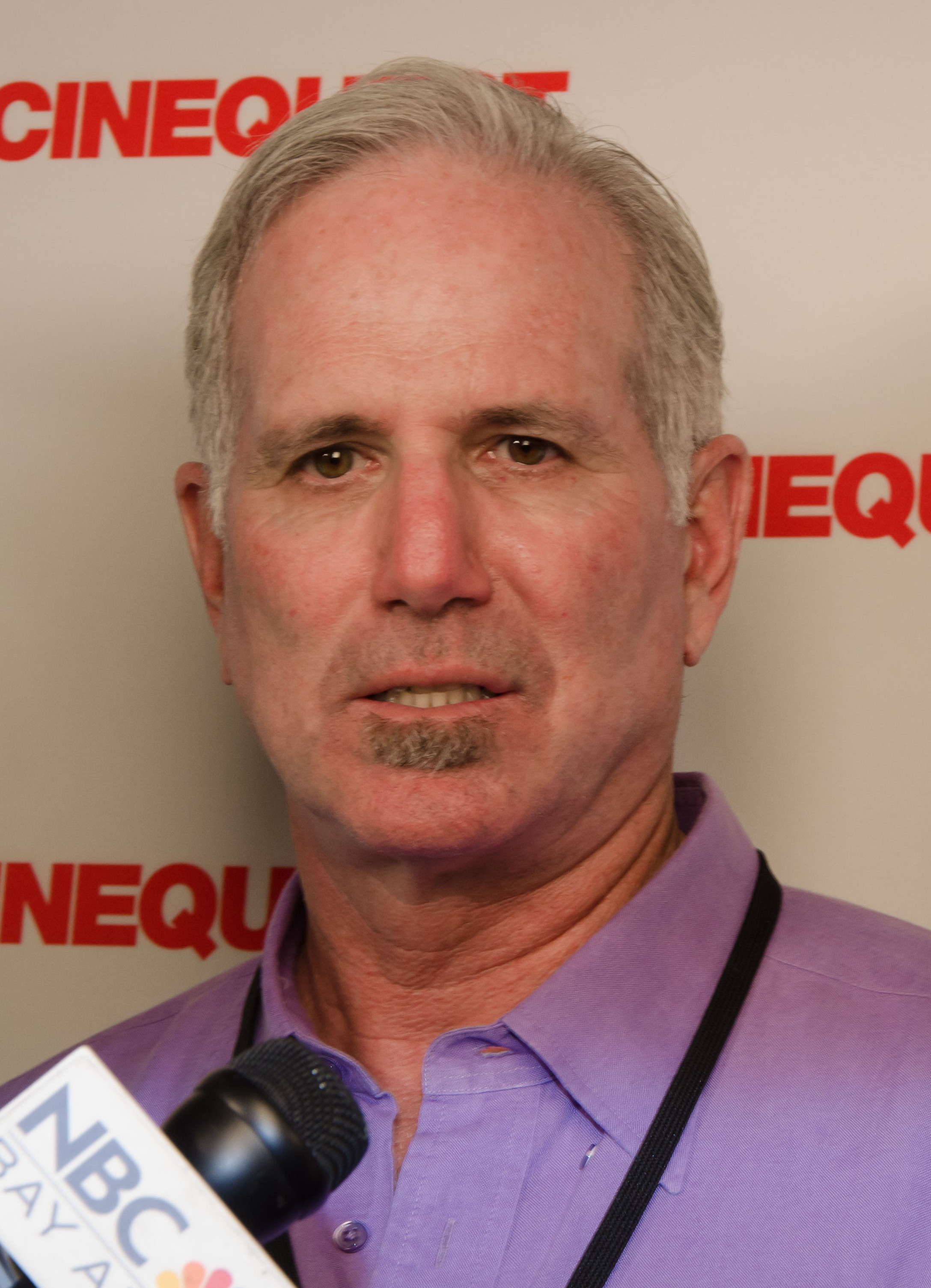
Joel Surnow

Joel Surnow (* 18. Dezember 1955 in Detroit, Michigan) ist ein US-amerikanischer Produzent und Drehbuchautor von Fernsehserien. Er ist vor allem durch die Echtzeitserie 24 mit Kiefer Sutherland bekannt, die er gemeinsam mit Robert Cochran erdachte.

## Leben und Leistungen
Surnow wurde als Sohn jüdischer Eltern geboren und verbrachte seine ersten Lebensjahre in der US-amerikanischen Großstadt Detroit. Seine beiden Brüder Arnold und Seymour sind viel älter als er. Seine Mutter Reva Loceff war Verkäuferin in einem Bekleidungsgeschäft. Sein Vater Max Surnow kam aus Detroit. Mit zehn Jahren zog Surnow mit seinen Eltern nach Beverly Hills, Kalifornien. 1972 schloss er die Beverly Hills High School ab. In jungen Jahren arbeitete er mit seinem Vater als Teppichverkäufer. Einige Semester besuchte er die University of California in Berkeley. Währenddessen arbeitete er im Pacific Film Archive und sah dort mindestens fünfhundert Filme. Ab 1975 studierte er Kunst an der University of California (UCLA) in Los Angeles und schloss sie als Bachelor of Fine Arts (B.F.A.) ab. Sein erstes Manuskript trug den Titel Small Time. Nach einigen Berufsjahren als Drehbuchautor für Fernsehserien kam seine Karriere in Schwung, als er 1984 an einem Großteil der ersten Staffel von Miami Vice beteiligt war, in der Don Johnson die Hauptrolle verkörperte. Danach bekam Surnow ein Jahr lang die Verantwortung für Der Equalizer. Diese Krimiserie mit dem Hauptdarsteller Edward Woodward wurde ebenso ein Erfolg.
Surnow ist der Cousin von Michael Loceff, der Informatikprofessor ist und von Surnow zum Schreiben von Drehbüchern von Fernsehserien angeregt wurde. Beide waren von Anfang an an der Firma Jamboa Learning Technologies Inc. zum Online-Unterrichten beteiligt. Surnow war director dieser Firma.
Mit seiner jüdischen Frau Wendy Kaygen (* 1955), die Medizin studierte, hat er die beiden Töchter Molly (* 1979) und Rosie (* 1981). Die Ehe wurde 1985 geschieden. Vier Jahre später heiratete Surnow zum zweiten Mal. Seine katholische Frau, Colleen Carroll (* 1959), arbeitete in der Filmentwicklung. Sie haben drei Töchter, Rachael (* 1990), Grace (* 1992) und eine dritte Tochter.
Surnow übernahm die letzte Staffel von Falcon Crest (1989–1990), wo er Robert Cochran traf, mit dem er später bei den Fernsehserien Nikita und 24 zusammenarbeitete. 1992 wirkte er in England an der Serie Covington Cross mit. In seiner über fünfundzwanzigjährigen Laufbahn produzierte und schrieb er für verschiedene Filme und vor allem Krimi- und Actionserien. Er erdachte die dramatische Agentenserie Nikita (La Femme Nikita) (1997–2001), in der Peta Wilson und Roy Dupuis die Hauptrollen darstellten. Surnow war als Executive Consultant beratend tätig und führte bei einigen Folgen Regie. Gemeinsam mit Robert Cochran schuf er das Originalkonzept der Actionserie 24 (seit 2001) und wirkte als ausführender Produzent mit. Diese Echtzeitserie stellt in den vierundzwanzig Folgen einer Staffel je eine Stunde eines Tages dar. Sie wurde in den USA von wöchentlich bis zu 15 Millionen Zuschauern verfolgt.
2003 gewann Surnow für 24 zusammen mit anderen den Preis des Television Producer of the Year Award in Episodic bei den PGA Golden Laurel Awards, wofür er in den Jahren 2004, 2006 und 2007 ebenfalls nominiert wurde. 2002 wurde er für 24 mit einem Emmy ausgezeichnet. Von 2002 bis 2005 war er ebenfalls für 24 für einen Emmy nominiert. 2006 erhielt er einen weiteren Emmy für 24 als Outstanding Drama Series. Von der Writers Guild of America wurde er 2007 für 24 für den WGA Award zusammen mit anderen nominiert (Siehe auch: Liste der Auszeichnungen der Fernsehserie 24). Die Fernsehserie 24 wurde als wegweisende Serie des 21. Jahrhunderts bezeichnet, mit der „die Sucht [begann], sich Nächte mit Serien um die Ohren zu schlagen“.
Ab dem 18. Februar 2007 sendete der Fox News Channel zwei Folgen der neuen Satireshow The 1/2 Hour News Hour, die von Surnow und Manny Coto entwickelt wurde. Sie ist der Daily Show ähnlich, richtet sich aber im Gegensatz dazu an das konservative US-amerikanische Publikum. Dreizehn weitere Teile dieser Sendung werden ab dem 13. Mai 2007 wöchentlich ausgestrahlt. Der ursprüngliche Arbeitstitel lautete This Just In.
Im Jahr 2007 planten Joel Surnow und Robert Cochran u. a. die Serie The Call und gemeinsam mit David Ehrman, Howard Gordon und Jon Cassar die Serie bzw. den Pilotfilm Company Man, dessen Arbeitstitel NSA Innocent lautete.
Surnows Produktionsfirma Real Time Entertainment hat ihren Sitz im San Fernando Valley, das im Norden von Los Angeles liegt.

## Filmografie (Auswahl)

### Produzent
- 1985: Der Equalizer (The Equalizer) (Fernsehserie)
- 1991: Der Polizeichef (The Commish) (Fernsehserie)
- 1992: Covington Cross (Fernsehserie)
- 1992: Der Ring der Musketiere (Ring of the Musketeers)
- 1995: Nowhere Man – Ohne Identität! (Nowhere Man) (Fernsehserie)
- 1996: Undercover Man (Wiseguy) (Fernsehserie)
- 2001–2009: 24 (Fernsehserie)
- 2007: The 1/2 Hour News Hour

### Drehbuchautor
- 1982: Chefarzt Dr. Westphall (St. Elsewhere) (Fernsehserie)
- 1984, 1985: Miami Vice (Fernsehserie)
- 1985: Der Equalizer (The Equalizer) (Fernsehserie)
- 1989–1990: Falcon Crest (Fernsehserie)
- 1991: Der Polizeichef (The Commish) (Fernsehserie)
- 1992: Covington Cross (Fernsehserie)
- 1992: Der Ring der Musketiere (Ring of the Musketeers)
- 1995, 1996: Nowhere Man – Ohne Identität! (Nowhere Man) (Fernsehserie)
- 1996: Undercover Man (Wiseguy) (Fernsehserie)
- 2001: Special Unit 2 – Die Monsterjäger (Special Unit 2) (Fernsehserie)
- 2001–2009: 24 (Fernsehserie)

### Executive Consultant
- 1997–2001: Nikita (La Femme Nikita) (Fernsehserie)